# Unión Musical Torrevejense
La Unión Musical Torrevejense és una societat musical fundada en 1927 en el municipi de Torrevella, al Baix Segura (País Valencià). Té la seu al Palau de la Música d'aquesta ciutat.

## Història
La banda de música és una de les institucions més arrelades a la ciutat de Torrevella. Els seus orígens van lligats al naixement del propi poble; concretament, la primera referència coneguda es remunta a 1842, dotze anys després de la constitució de l'Ajuntament de Torrevella, que apareix de forma expressa en les actes municipals l'esment de “banda de música”. Inicialment, es tractava d'una petita agrupació d'amics aficionats a la música, però fou en l'any 1860, quan Antonio Gil Lucco, conegut popularment pel mestre Gil, va fundar a Torrevella la primera banda de música amb caràcter d'agrupació musical.
En 1927 es va constituir com societat amb el nom que encara conserva, Unión Musical Torrevejense, sent president José Aguirre Calero i director Jesús Vergel. Diversos directors, entre ells els mestres Bánegas, Escámez i Albaladejo, van estar a càrrec de la batuta fins que en 1970, sent president José Albentosa Gil, es va incorporar a la direcció qui donà a la banda un impuls decisiu: Francisco Casanovas Tallardá.
El mestre Casanovas va fer escola, com abans ho havia fet Escámez i posteriorment hi van continuar Francisco Carchano i Bernardo Pérez Pellicer. En l'actualitat componen la banda uns 65 músics, tots joves, a les ordres del mestre Jaime Belda Cantavella, qui duu a la veterana agrupació per camins de progrés.
El local social de la Unión Musical Torrevejense ha estat sempre situat en el mateix lloc des de la seva fundació. En 1992 va ser cedit a l'Ajuntament de Torrevella i es va erigir en el seu lloc el Palau de la Música, que alberga en l'actualitat les seus de la Unión Musical Torrevejense i del Conservatori Municipal de Música, així com un auditori.

## Guardons
La Unión Musical Torrevejense ha collit al llarg de la seva trajectòria els següents premis. A principis del segle XX va concórrer, sota la direcció del mestre Gil, al Certamen Provincial d'Alacant i va aconseguir un 1r Premi, fet que va repetir-se en 1978 sota la batuta de Francisco Casanovas. L'1 d'abril de 1995 va aconseguir un altre 1r Premi en el XXIV Certamen Provincial d'Alacant en la 2a secció, i en 1997 va assolir el 2n Premi, en igual secció, en el Certamen Nacional de Bandes de Música de Múrcia.
Des que, en 1998, es va fer càrrec de la direcció el mestre Jaime Belda Cantavella, la Unión Musical Torrevejense ha obtingut els següents guardons: 
- Primer premi i Menció d'Honor, en el XXIX Certamen Provincial de Bandes de Música d'Alacant, any 2000.
- Primer premi i Menció d'Honor, en el XXII Certamen de Bandes de Música de la Comunitat Valenciana, any 2000, en el qual va obtenir la puntuació més alta de totes les seccions participants.
- Primer premi, en la 2a secció, en el CXVII Certamen Internacional de Bandes de Música Ciutat de València, any 2003.
- Primer premi i Menció d'Honor, en la 2a secció, en el XIII Certamen Nacional de Bandes de Música Vila de Leganés, any 2003.
- Primer premi, en la 2a secció, en el XVII Certamen Nacional de Bandes de Música Ciutat de Múrcia, any 2007.
- Primer premi i Premi Especial del Jurat, en el LX Certamen Nacional de Bandes Ciutat de Cullera, any 2008. A més a més, el mestre Jaime Belda Cantavella va ser guardonat amb el Premi al Millor Director.
- Medalla de Plata, en la 1a secció de Banda Simfònica, en la XVI Edició del World Music Contest de Kerkrade, any 2009.
- Primer premi i Menció d'Honor, en el IX Certamen Internacional de Bandes de Música "Vila de la Senia", any 2015.

## Llegat musical
La Unión Musical Torrevejense ha actuat en diversos espais rellevants del País Valencià, Catalunua i la Regió de Múrcia, destacant, entre d'altres, el Palau de la Música de València, l'Auditori de Barcelona, l'Auditori Víctor Villegas de Múrcia, etc.
Igualment, la Unión Musical Torrevejense ha enregistrat diversos discos compactes, destacant d'entre ells l'editat pel segell de RTVE Música i gravat en el Palau de la Música de València.
Juntament amb els membres de les agrupacions corals torrevellenques, la Unión Musical Torrevejense participa en la clausura del veterà i prestigiós Certamen Internacional d'Havaneres i Polifonia de Torrevella i és la banda que interpreta les estrenes de les obres guanyadores en el Concurs de Composició per a Banda Simfònica Ciutat de Torrevella.